# Est! Est!! Est!!! di Montefiascone

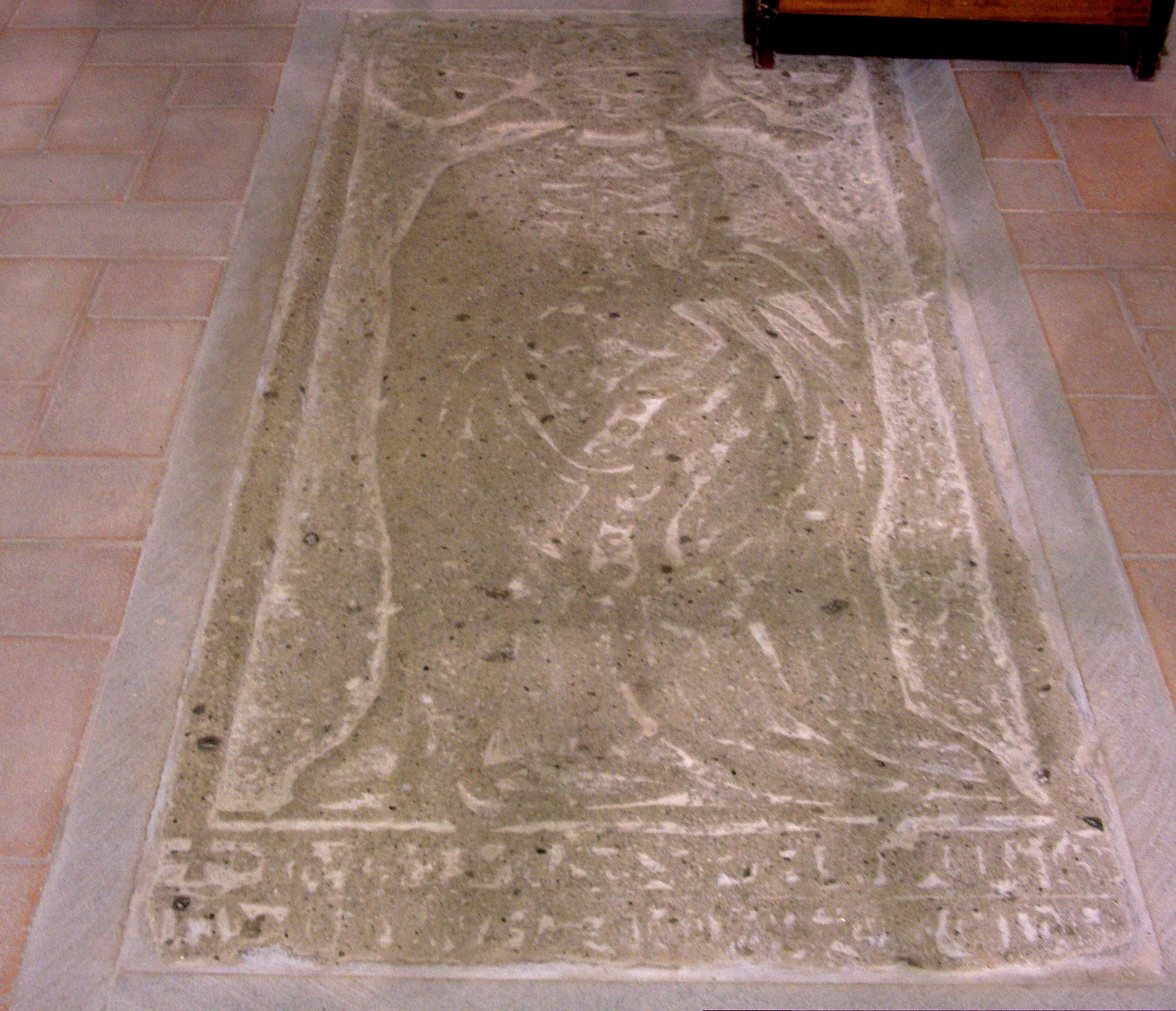
Płyta nagrobna Fuggera

Est! Est!! Est!!! di Montefiascone – włoskie białe wino klasy DOC z Montefiascone w prowincji Viterbo, w regionie Lacjum. Nazwa jest zastrzeżona dla win spełniających normy jakościowe i wytwarzanych w gminach Montefiascone, Bolsena, San Lorenzo Nuovo, Grotte di Castro, Gradoli, Capodimonte i Marta. Obszar upraw leży w pobliżu popularnego jeziora Bolsena. Łącznie 407 winogrodników uprawia 416 ha winnic.
Bliskość dużego ośrodka, jakim jest Rzym i malownicze położenie sprzyjają turystyce i enoturystyce oraz sprzedaży wina na miejscu. Eksport odgrywa niewielką rolę.

## Pochodzenie nazwy
Nazwę można tłumaczyć jako: „Jest! Jest! Jest!”. Legenda mówi, że w 1111 roku niemiecki duchowny, Johannes Fugger podróżujący do Rzymu polecił słudze wyprawić się przed nim i nakazał, by na drzwiach karczm oferujących dobre wino pisał łacińskie est, jako skrót od vinum est bonum – „Wino jest (tutaj) dobre”. Wino w Montefiascone tak zasmakowało słudze, że na drzwiach miejscowej oberży napisał „est” trzykrotnie, by duchowny nie przeoczył tego miejsca. Fugger, którego nagrobek istnieje do dziś w kościele San Flaviano w Montefiascone, zarzucił dalszą podróż i pozostał w miasteczku aż do śmierci w 1113 roku. Łaciński napis brzmi Est est est pr(opter) nim(ium) est hic Jo(hannes) de Fu(kris) do(minus) meus mortuus est.
Nie zachowały się świadectwa historyczne potwierdzające pochodzenie nazwy, niemniej przez kilkaset lat istniała tradycja wylewania co roku beczki wina na grób.
Istnieją wariacje tej legendy, w których zamiast duchownego niemieckiego występuje flamandzki biskup albo cofające wydarzenia do X wieku.

## Normy jakościowe

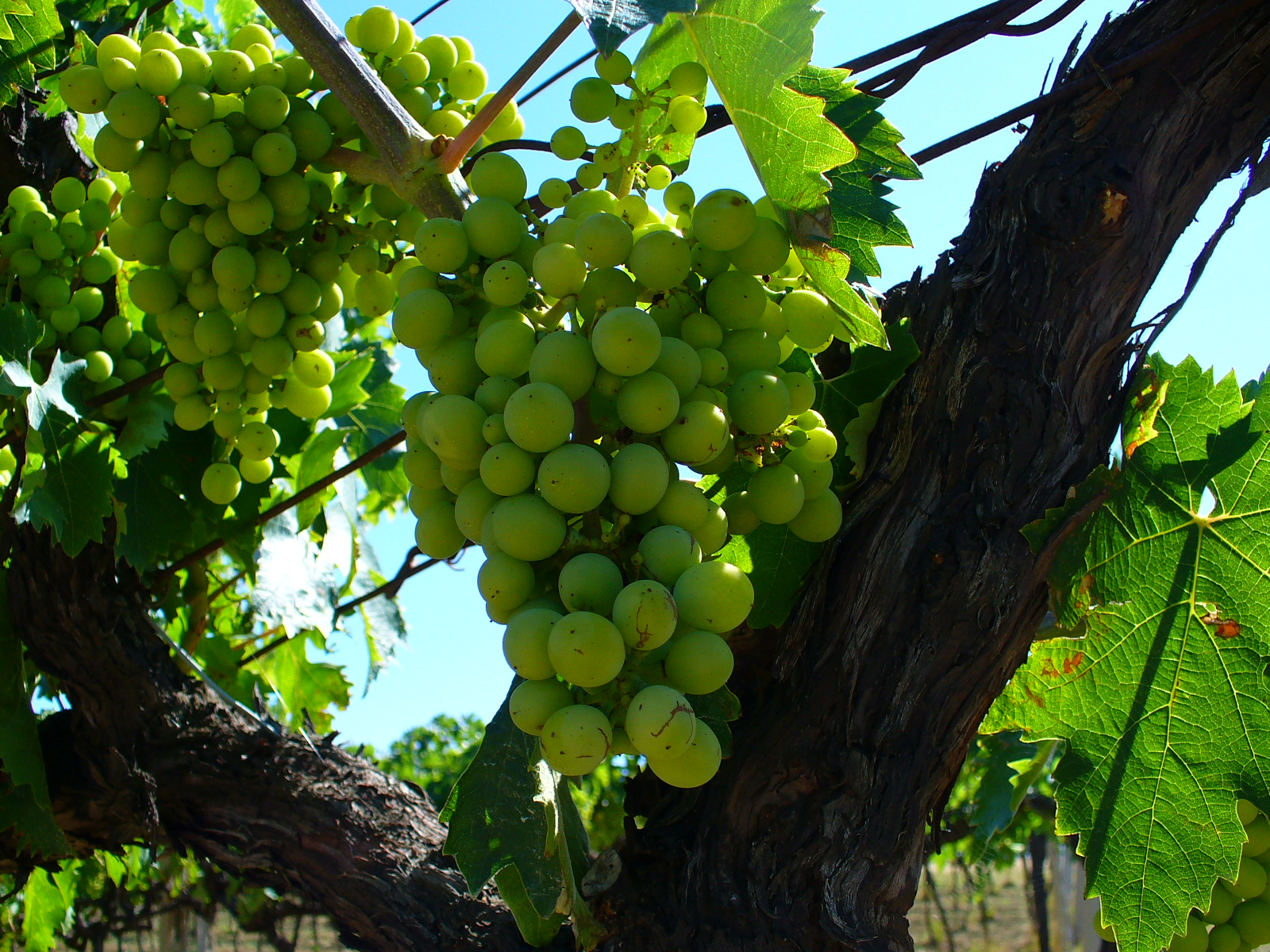
Trebbiano, znane tutaj jako procanico

Status DOC dla win białych został nadany rozporządzeniem z 3 marca 1966 dla winnic na glebach wulkanicznych otaczających jezioro Bolsena w północnym Lacjum, w rejonie miasta Montefiascone.
Górna granica wydajności została określona na 13 t/ha. Minimalny poziom alkoholu wynosi 10,5%. Wino powinno składać się przynajmniej w 65% z winogron odmian trebbiano toscano, w 20% z malvasia bianca lunga, nazywanych tutaj malvasia bianca toscana i nie więcej niż 15% z trebbiano giallo (znane jako rossetto).

## Wino
Wino cechuje się słomkowożółtym kolorem, jest delikatnie aromatyczne, z nutami jabłkowymi i wysoką kwasowością. Z reguły wytwarza się je w wersji wytrawnej, ale niektórzy producenci oferują półsłodkie abboccato. Wino nie nadaje się do starzenia i poleca się je pić młode, do ok. 8 miesięcy, w temperaturze 8–10 °C.

## Zestawienia kulinarne
Najpopularniejsze jest zestawienie z regionalnymi potrawami, np. fritto misto albo karczochami smażonymi w głębokim oleju. Słodsze wersje chętnie są pite także samodzielnie.

## Kontrowersje marketingowe
Krytycy są zgodni, że popularność wino Est! Est!! Est!!! zawdzięcza raczej niecodziennej nazwie, niż swoim cechom. Joe Bastianic pisze, że „(...) historia regionu jest bardziej interesująca niż to, co jest w kieliszku”.

## Produkcja
- rocznik 1990 – 16 498 hl
- rocznik 1991 – 22 260 hl
- rocznik 1992 – 19 567 hl
- rocznik 1993 – 20 886 hl
- rocznik 1994 – 23 689 hl
- rocznik 1995 – 21 150 hl
- rocznik 1996 – 20 055 hl